# Kerken (gemeente)
Kerken is een gemeente in de Duitse deelstaat Noordrijn-Westfalen. Op 31 december 2020 telde de gemeente 12.638 inwoners op een oppervlakte van 58,01 km².

## Deelgemeenten
- Aldekerk
- Eyll, bestaande uit Unter-Eyll, vroeger Niedereyll, en Ober-Eyll, vroeger Obereyll
- Nieukerk, met de wijken Baersdonk, Leeg-Poeleyck, Hoog-Poeleyck en Winternam
- Stenden, met het plaatsje Rahm

## Geschiedenis

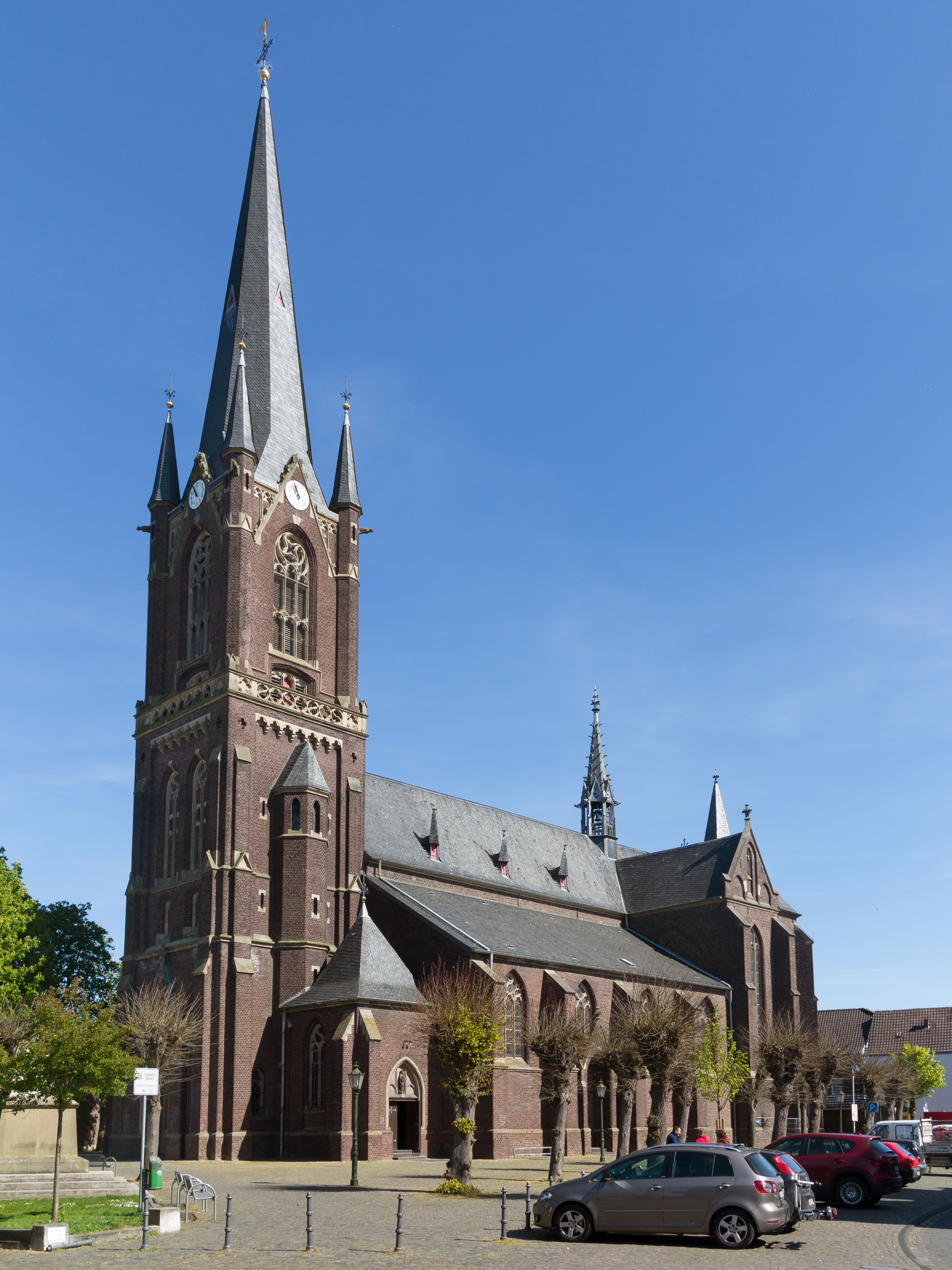
Aldekerk, kerk: die Sankt Peter und Paul Kirche

Aldekerk, Niedereyll, Nieukerk, Obereyll en Stenden waren vijf plaatsen van het Overkwartier van Gelder en behoorden dus tot de Zuidelijke Nederlanden. Het gebied van Oudekerk en Nieuwekerk zoals ze vroeger in het Nederlands heetten, werd de Voogdij Gelderlands genoemd. Dit verwijst naar het nabijgelegen Geldern en niet naar de Nederlandse provincie.
In 1701, tijdens de Spaanse Successieoorlog werd de hoofdstad van Gelderland, Gelderen, en het omliggende gebied door Pruisen ingenomen. Vanaf 1713 werd dit officieel aan Pruisen toegewezen als Pruisisch Opper-Gelre.
Bedburg-Hau · Emmerik · Geldern · Goch · Issum · Kalkar · Kerken · Kevelaer · Kleef · Kranenburg · Rees · Rheurdt · Straelen · Uedem · Wachtendonk · Weeze